# Ko wo kashi Ude kashitatematsuru
Kozure Ōkami Ko wo kashi Ude kashi tatematsuru (子連れ狼 子を貸し腕貸しつかまつる) (tạm dịch là "sói mang con", cho thuê con, nhận giết mướn) là một tác phẩm điện ảnh Nhật Bản nằm trong loạt phim Kozure Ōkami do nam tài tử Wakayama Tomisaburō thủ vai chính. Đây là tập đầu tiên trong loạt phim này, được công chiếu vào năm 1972 và đạo diễn là Misumi Kenji. Tập phim này là tác phẩm điện ảnh hóa đầu tiên của bộ Manga cùng tên của Koike Kazuo và Kojima Gōseki. Tác phẩm này nhận được nhiều sự tán thưởng từ công chúng, vì vậy nó đã mở màn cho loạt phim Kozure Ōkami kéo dài đến năm 1974.
Cùng thời điểm với tập phim này là bộ phim về kiếm sĩ mù Zatōichi, Zatōichi Goyō no tabi do em trai của Wakayama Tomisaburō là Katsu Shintarō thủ diễn.

## Nội dung
Đây là tập đầu tiên trong loạt phim Kozure Ōkami và giải thích thân thế của nhân vật chính, đao phủ Ogami Ittō cũng như động cơ lang thang của Ittō. Mở đầu phim là cảnh kiếm khách giang hồ Ogami Ittō đẩy chiếc xe nôi, cùng con trai là Daigorō lang bạc khắp nước Nhật. Trên xe nôi có giăng biển "cho thuê con, nhận giết mướn". Ogami Ittō vốn là cao thủ phái kiếm Suiō-ryū, được chọn làm đao phủ của Tướng quân, chuyên chém đầu các lãnh chúa Daimyō sau khi họ mổ bụng vì mắc trọng tội. Nhưng rồi cả họ tộc Ogami bị Yagyū Retsuō, một nhân vật đầy dã tâm trong bộ máy Mạc Phủ sát hại. Mục đích của Retsudō là chiếm vị trí đao phủ của Ittō, mặc chiếc áo có gia huy của Tướng quân, thứ tượng trưng cho quyền lực tối cao. Từ đó Ogami Ittō và đứa con trai sơ sinh còn sống sót sau vụ ám sát phải rời khỏi thành Edo, lang thang khắp nước Nhật để tìm cơ hội báo thù...
Trong tập phim này, cha con Ogami được thiên hạ gọi là "sói mang con" và nhận giết mướn với 500 lượng cho mỗi mạng người. Một lần nọ, gia thần của phiên Oyamada đến nhờ Ittō hạ sát một gian thần có thế lực trong phiên...

## Thực hiện
- Hãng sản xuất: Tōhō
- Chế tác: Katsu Shintarō, Matsubara Hisaharu
- Nguyên tác: Koike Kazuo, Kojima Gōseki
- Kịch bản: Koike Kazuo
- Đạo diễn: Misumi Kenji

## Vai diễn
- Ogami Ittō: Wakayama Tomisaburō
- Ogami Daigorō: Tomikawa Akihiro
- Osen: Mayama Tomoko
- Yagyū Kurando: Tsuyuguchi Shigeru
- Yagyū Bizennokami: Watanabe Fumio
- Yagyū Retsudō: Itō Yūnosuke
- Sugito Kemmotsu: Uchida Asao

## Mục liên quan
- Kozure Ōkami
- Kozure Ōkami (bản Wakayama Tomisaburō)